# Elezioni federali in Germania del 2005
Le elezioni federali in Germania del 2005 si tennero il 18 settembre per il rinnovo del Bundestag.
Le consultazioni ebbero luogo dopo una mozione di sfiducia contro il cancelliere Gerhard Schröder, votata il precedente 1º luglio. A seguito della sconfitta del Partito Socialdemocratico (SPD) in un'elezione di uno stato, Schröder chiese ai suoi sostenitori di astenersi dal voto al Bundestag, in modo da far fallire la fiducia e rendere necessaria l'elezione anticipata.

## Risultati
| Liste                                         | Maggioritario | Maggioritario | Maggioritario | Proporzionale | Proporzionale | Proporzionale | Totale seggi |
| Liste                                         | Voti          | %             | Seggi         | Voti          | %             | Seggi         | Totale seggi |
| --------------------------------------------- | ------------- | ------------- | ------------- | ------------- | ------------- | ------------- | ------------ |
| Partito Socialdemocratico di Germania         | 18.129.100    | 38,41         | 145           | 16.194.665    | 34,25         | 77            | 222          |
| Unione Cristiano-Democratica di Germania      | 15.390.950    | 32,61         | 106           | 13.136.740    | 27,78         | 74            | 180          |
| Partito Liberale Democratico                  | 2.208.531     | 4,68          | -             | 4.648.144     | 9,83          | 61            | 61           |
| Die Linkspartei.PDS                           | 3.764.168     | 7,98          | 3             | 4.118.194     | 8,71          | 51            | 54           |
| Alleanza 90/I Verdi                           | 2.538.913     | 5,38          | 1             | 3.838.326     | 8,12          | 50            | 51           |
| Unione Cristiano-Sociale in Baviera           | 3.889.990     | 8,24          | 44            | 3.494.309     | 7,39          | 2             | 46           |
| Partito Nazionaldemocratico di Germania       | 857.777       | 1,82          | -             | 748.568       | 1,58          | -             | -            |
| I Repubblicani                                | 38.678        | 0,08          | -             | 266.101       | 0,56          | -             | -            |
| I Grigi - Pantere Grigie                      | 6.340         | 0,01          | -             | 198.601       | 0,42          | -             | -            |
| Partito delle Famiglie di Germania            | 76.064        | 0,16          | -             | 191.842       | 0,41          | -             | -            |
| Partito per la Protezione degli Animali       | 7.341         | 0,02          | -             | 110.603       | 0,23          | -             | -            |
| Partito dei Cristiani Osservanti della Bibbia | 57.027        | 0,12          | -             | 108.605       | 0,23          | -             | -            |
| Altri <0,10%                                  | 229.183       | 0,49          | -             | 233.290       | 0,49          | -             | -            |
| Totale                                        | 47.194.062    |               | 299           | 47.287.988    |               | 315           | 614          |

## Esiti
L'Unione Cristiano-Democratica (CDU), insieme al suo partito gemello della Baviera, l'Unione Cristiano-Sociale (CSU), iniziarono la campagna elettorale con un vantaggio del 21% rispetto al SPD, secondo i sondaggi. Molti commentatori si aspettavano la chiara vittoria elettorale dei cristiano-democratici, e la nomina a cancelliera della leader della CDU, Angela Merkel, per formare un governo di coalizione con il Partito Liberale Democratico (FDP) e battere quindi la coalizione al governo formata da SPD e Alleanza 90/I Verdi. La CDU, tuttavia, perse durante la campagna elettorale tutto il vantaggio, e si ridusse alla vittoria per l'1%, con 4 seggi in più dei socialdemocratici.
Gli exit poll mostrarono chiaramente che nessun gruppo aveva ottenuto la maggioranza dei seggi al Bundestag. Tutti i partiti persero seggi rispetto alle elezioni federali del 2002, mentre solo il Partito della Sinistra (parziale successore del Partito del Socialismo Democratico diretto da Gregor Gysi e dall'ex presidente del SPD Oskar Lafontaine) ottenne un significativo incremento. Sia Schröder che la Merkel dichiararono vittoria, ma la formazione di un nuovo governo richiese molti negoziati. Il 10 ottobre 2005 le alte cariche del SPD e della CDU/CSU annunciarono la conclusione delle trattative, che avevano portato alla formazione di una grande coalizione con Angela Merkel come Cancelliera. 397 deputati della CDU/CSU e del SPD votarono per la Merkel alla riunione del 22 novembre 2005, che portò alla formazione del primo Governo Merkel.

## Contesto
Il Cancelliere Schröder orchestrò la sconfitta alla mozione di fiducia al Bundestag con lo scopo di portare il Paese a un'elezione anticipata a seguito della sconfitta del suo SPD nello stato più popoloso della Germania, la Renania Settentrionale-Vestfalia, il 22 maggio 2005. La vittoria della CDU nella Renania Settentrionale-Vestfalia assegnò al partito, insieme al FDP, la maggioranza al  bundesrat, la camera alta del Parlamento federale (che rappresenta i Land della Germania).
Le elezioni federali anticipate in Germania possono avvenire solo dopo lo scioglimento del Bundestag da parte del Presidente della Germania, dato che la costituzione proibisce al Bundestag di auto-sciogliersi. Il Presidente può sciogliere l'assemblea solo dopo che il Cancelliere viene sconfitto in un voto su cui è stata posta la fiducia. La Corte Costituzionale Federale tedesca stabilì già nel 1983 che i cancellieri non possono chiedere al Presidente lo scioglimento del Bundestag semplicemente per portare la nazione ad un'elezione anticipata; deve esistere un problema reale riguardante la maggioranza. Molti osservatori sono d'accordo sul fatto che Schröder abbia rispettato tale clausola, dato che molti delegati di sinistra del SPD avevano espresso forti dubbi sull'opera di riforma del cancelliere e sul programma di riforma del welfare. Tuttavia, alcuni giorni prima del voto, la coalizione aveva approvato alcune leggi senza dissenso, fatto che indicava un forte sostegno al cancelliere all'interno della coalizione. Dopo aver spinto i delegati ad astenersi dal voto, il cancelliere Schröder perse il voto di fiducia appositamente il 1º luglio per 151 contro 296. Il 21 luglio il Presidente Horst Köhler sciolse il Bundestag, preparando la strada alle elezioni del 18 settembre.
Il membro dei Verdi del Parlamento Werner Schulz - che, in un discorso molto citato del giorno della mozione di fiducia, aveva criticato la perdita deliberata della fiducia come farsa ed aveva paragonato l'obbedienza del Bundestag a Schröder come tipica del Volkskammer della Repubblica Democratica Tedesca - e Jelena Hoffmann, membro del SPD, si rivolsero per protesta alla Corte Costituzionale Federale. La Corte rigettò la denuncia il 25 agosto, descrivendo come valida la decisione del Presidente di sciogliere il Bundestag, e autorizzando pertanto le elezioni anticipate del 18 settembre, ponendo fine alle speculazioni secondo le quali Schröder si sarebbe dimesso o avrebbe diretto un governo anatra zoppa.
Un piccolo numero di membri dei partiti politici minori si unì alle proteste: la Corte rigettò anche le loro nella settimana precedente le elezioni.
Le cifre seguenti costituiscono i risultati finali pubblicati dal Bundeswahlleiter (Ufficio Elettorale Federale):
- ha votato il 77,7% degli aventi diritto, con una flessione negativa del 1,4% rispetto alle elezioni federali del 2002. I voti non validi sono stati 850.772 (1,8%) nelle sezioni delle circoscrizioni e 756.146 (1,6%) nelle liste di sezione.
- la CDU e la CSU hanno effettuato un caucus al Bundestag e non si sono affrontate per sottrarsi voti. La CSU concorre solo in Baviera, mentre la CDU in tutti gli altri stati.
- ci sono stati nove seggi in meno, dovuti al metodo di assegnamento dei seggi stessi, due per il SPD e sette per la CDU.

## Campagna elettorale
CDU e CSU nominarono Angela Merkel come candidata cancelliera, e fu la prima volta nella storia della Germania in cui uno dei due maggiori partiti abbia nominato una donna per tale carica, e che abbia vissuto per più nella DDR. La CDU presentò un programma che comprendeva l'incremento della velocità della deregolamentazione in Germania e l'abbassamento delle tasse e della spesa pubblica (molti commentatori hanno poi comparato la Merkel con Margaret Thatcher). La CDU iniziò la campagna con un vantaggio del 21% rispetto all'SPD, e la certezza della vittoria della Merkel portò il Primo Ministro del Regno Unito, Tony Blair, ad incontrarla prima del Cancelliere Schröder durante una visita a Berlino in giugno.
Il Partito Socialdemocratico puntava invece a mantenere la deregolamentazione allora in vigore. Essi aggiunsero al proprio programma elettorale alcuni piccoli cambiamenti, quali l'allargamento della base finanziaria del sistema sanitario e la proposta di una tassa addizionale del 3% per le persone con reddito annuo superiore a 250.000 euro (dopo che la coalizione di governo aveva nel 2005 tagliato le tasse della fascia più abbiente della popolazione dal 48,5 al 42%).

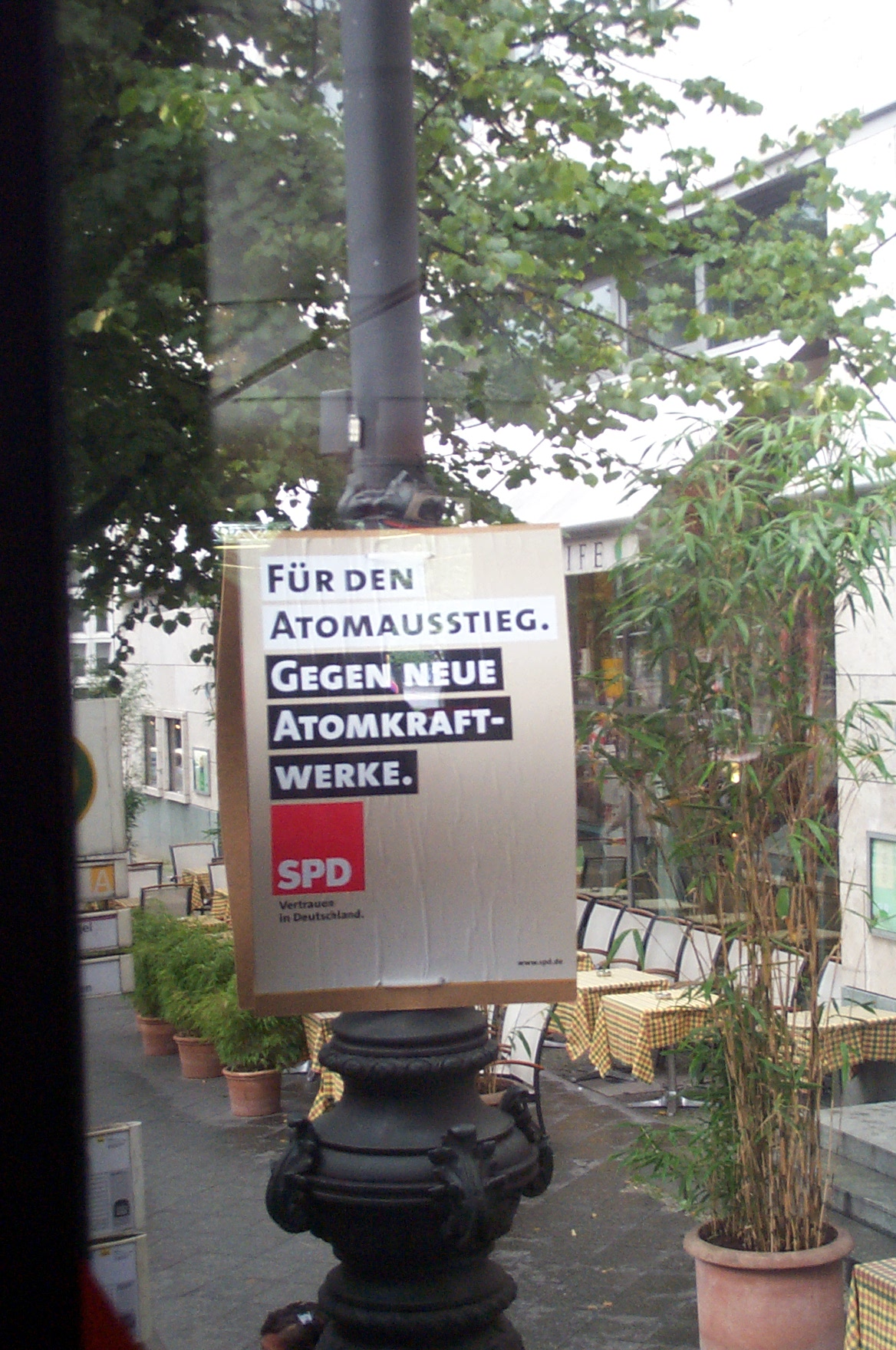
Manifesto elettorale del Partito Socialdemocratico di Germania

Alleanza 90/I Verdi approvò il suo programma nel luglio 2005. Rispetto al programma delle precedenti elezioni federali, fu aumentata l'enfasi sulle politiche economiche e del mercato del lavoro. Per la prima volta, questo argomento venne prima del classico argomento dei Verdi, ossia le politiche ambientali. In generale, il programma si spostò più verso l'area della sinistra; furono incluse affermazioni sulla necessità di cambiamenti nelle esistenti politiche del governo.
Il Partito Liberale Democratico annunciò il suo programma elettorale prima di tutti gli altri, pubblicandolo il 24 luglio. Venivano invocate forti misure di risparmio nella spesa pubblica e più spazio per i negoziati locali tra impiegati e datori di lavoro, in opposizione al controllo centrale.
I leader del partito di sinistra PDS, acconsentirono a lasciare che i candidati del centro-sinistra Lavoro e Giustizia Sociale - L'Alternativa Elettorale (WASG) concorressero nelle loro liste, lasciando aperta la possibilità di una futura unione tra i due partiti, con la clausola imposta dal WASG secondo la quale il PDS avrebbe dovuto cambiare il proprio nome in Partito della Sinistra; il WASG, con il proprio candidato di punta, Oskar Lafontaine (ex leader SPD), si formò con la separazione di alcuni elementi dell'SPD, delusi dal fatto che il partito avesse intrapreso un cammino neoliberale nelle riforme economiche. Se i due partiti (WASG e PDS) dovessero unirsi, si potrebbe indebolire la forza dell'SPD, dato che il PDS non ha mai effettuato incursioni nell'ex Germania Ovest (esso è il naturale successore dell'ex gruppo comunista al governo, il Partito Socialista Unificato di Germania dell'ex Repubblica Democratica Tedesca), mentre il WASG ha le sue roccaforti nella Germania Ovest, dove potrebbe conquistare un numero significativo di voti.

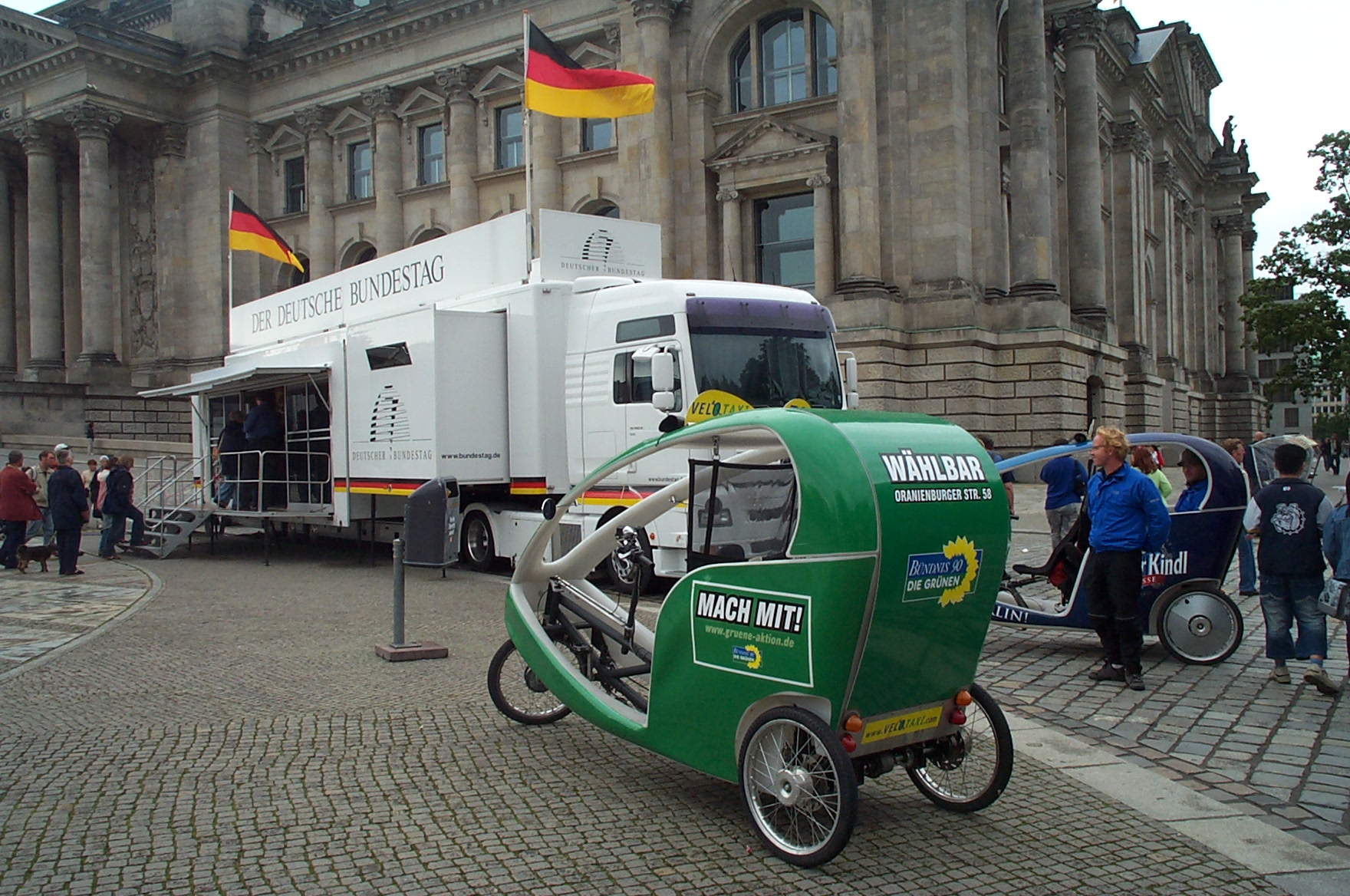
bicicletta-taxi (velotaxi) di fronte all'edificio del Reichstag tedesco a Berlino con livrea dei Verdi.

Due dei piccoli partiti di estrema destra tedeschi, il Partito Nazionaldemocratico (NPD) e l'Unione Popolare Tedesca (DVU), annunciarono che avrebbero concorso alle elezioni su una piattaforma comune, originando paure per il fatto che avrebbero potuto raggiungere il 5%, superando la soglia di sbarramento e potendo pertanto avvedere al Bundestag. Dato che la legge elettorale tedesca non permette le liste comuni di due o più partiti, in pratica il DVU non concorse alle elezioni, e i membri di quel partiti apparvero nelle liste del NPD.
I primi sondaggi dell'estate del 2005 effettuati da 6 organizzazioni mostrarono una solida maggioranza per la CDU/CSU, con una percentuale che andava dal 41 al 43%, mentre il SPD rimaneva tra il 32 e il 34%. I sondaggi mostrarono in seguito che il FDP, possibile partner in coalizione con i conservatori, si attestava tra il 6,5 e l'8%, mentre Alleanza 90/I Verdi, allora partner in coalizione con il SPD, si trovava tra il 6 e l'8%. Gran parte dei sondaggi indicò una probabile maggioranza per la coalizione CDU/CSU/FDP. Per quanto riguarda gli altri partiti, i sondaggi indicarono l'alleanza elettorale PDS-WASG sopra il 5%, tra il 7 e l'8,5%. Nessun risultato comprese altri partiti, inclusi quelli di estrema destra, vicini al 5%, anche se in realtà i partiti di estrema destra nel passato ricevettero nei sondaggi delle percentuali minori, a causa della renitenza degli elettori a mostrare il proprio sostegno.
All'inizio di agosto il sostegno ad Angela Merkel si abbassò rapidamente; le ragioni di questo fatto furono nei conflitti sul programma elettorale all'interno e tra i partiti conservatori (CDU e CSU), e le discussioni riguardo alla scelta del partito partner in coalizione, il FDP, come anche altre gaffes imbarazzanti. I media criticarono la Merkel per aver confuso le cifre riguardanti il netto e il lordo durante un discorso elettorale; a seguito di ciò, i sondaggi suggerirono che la CDU/CSU e il FDP avrebbero ottenuto solo il 48% dei voti, e non sarebbero pertanto stati in grado di formare un governo. Inoltre, ci furono ulteriori danni alla campagna conservatrice quando due candidati CDU/CSU, Jörg Schönbohm e il leader CSU Edmund Stoiber, rilasciarono interviste contro i tedeschi della ex-Germania Est. Questi commenti non solo fecero perdere voti nella parte orientale del Paese, ma misero in discussione anche la fiducia di CDU e CSU nella Merkel, dato che lei stessa era cresciuta nella RDT.
Tuttavia, i sondaggi condotti alla fine di agosto dal Süddeutsche Zeitung mostrarono che il blocco CDU/CSU/FDP aveva il sostegno del 51% dei votanti. Le previsioni suggerirono che il gruppo di opposizione del SPD dell'allora cancelliere Gerhard Schröder, dei Verdi e del Partito della Sinistra (alleanza PDS/WASG) avrebbe ottenuto solo il 46% dei sostegni. I leader del SPD e dei Verdi, Schröder e Fischer, come anche il candidato di testa della Sinistra Gregor Gysi affermarono che si opponevano all'idea di una coalizione rosso-rosso-verde. Dato che i sondaggi davano risultati di un testa a testa, nacquero le speculazioni (come verificatosi alle elezioni del 1994, 1998 e 2002) secondo le quali pochi seggi sovraassegnati avrebbero potuto cambiare l'esito delle elezioni.

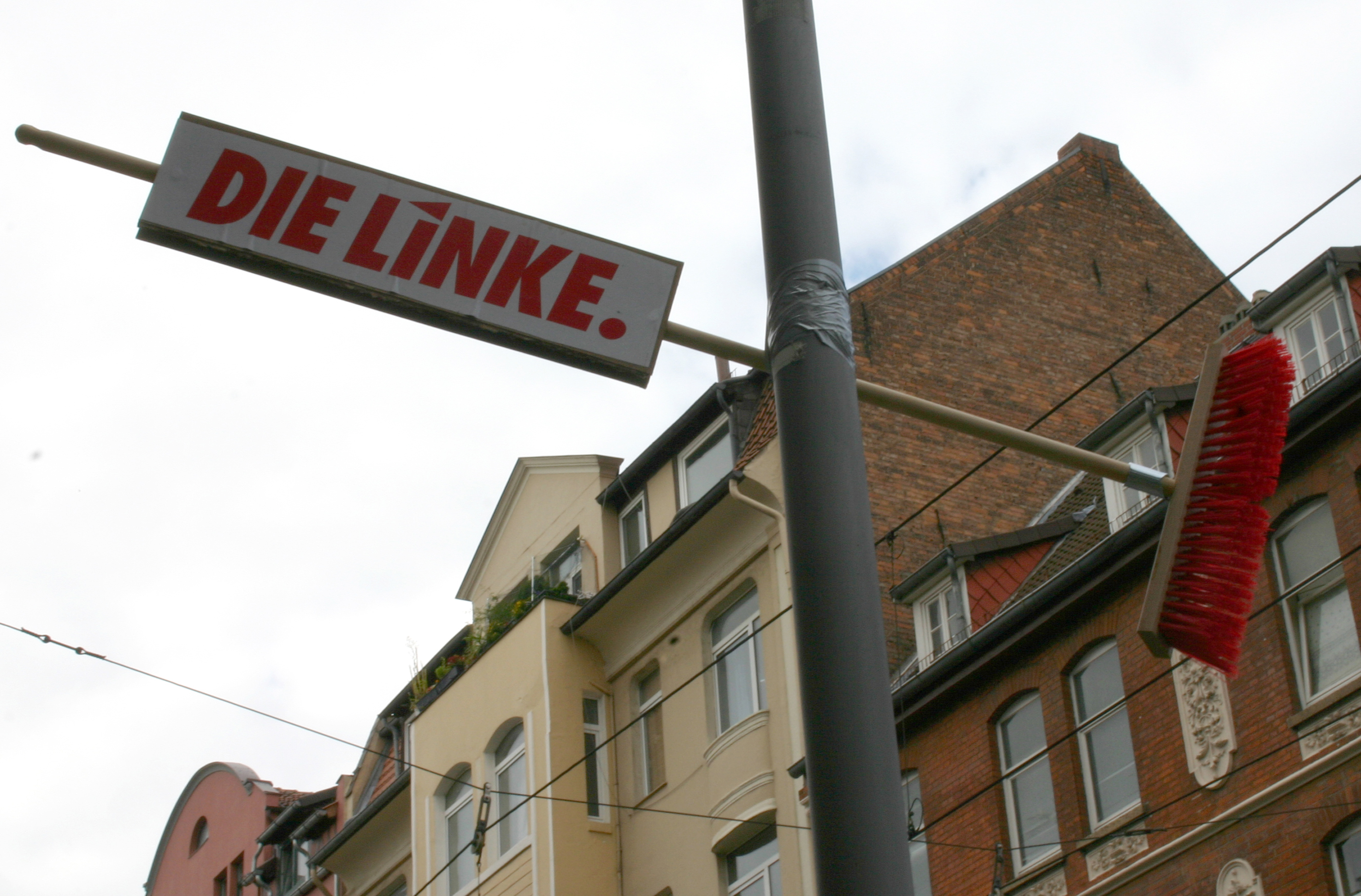
Logo del Partito della Sinistra

Domenica 4 settembre, Schröder e la Merkel si incontrarono a un duello televisivo trasmesso da quattro delle principali reti private tedesche e dalla televisione pubblica. Nonostante molti commentatori abbiano dato il vantaggio iniziale alla Merkel, i sondaggio mostrarono subito che il pubblico era in disaccordo e indicava Schröder come vincitore. Analisi successive suggerirono, in particolare, che il sostegno della Merkel per la flat tax proposta da Paul Kirchhof, il Ministro ombra delle Finanze, aveva diminuito la sua credibilità in materia economica ed aveva dato l'impressione che le riforme economiche della CDU avrebbero premiato solo i ricchi.
I sondaggi successivi mostrarono che il SPD aveva guadagnati alcuni punti percentuali, anche se i voti d'insieme a CDU/CSU e FDP tendevano a rimanere dell'1-2% sopra quelli per i partiti di sinistra uniti. Alla vigilia delle elezioni, la CDU aveva un vantaggio del 9% sul SPD (42 a 33%), ma nessun partito poteva ottenere abbastanza seggi per formare un governo. La popolarità personale della MErkel (al di sotto di quella del partito) salì al 40%, contro il 30% precedente, mentre Schröder raggiunse un picco del 53% (maggiore di quella per il suo partito). I sondaggi mostrarono anche che, pur essendo la campagna ad uno stato avanzato, un quarto degli elettori non aveva ancora deciso chi votare. I partiti ruppero pertanto la tradizione e continuarono la campagna elettorale anche il sabato prima delle elezioni e il giorno delle elezioni stesso. Mentre molti avanzarono l'idea di una grande coalizione, la CDU suggerì l'idea che il SPD poteva acconsentire a formare una coalizione con il Partito della Sinistra.

## Il voto

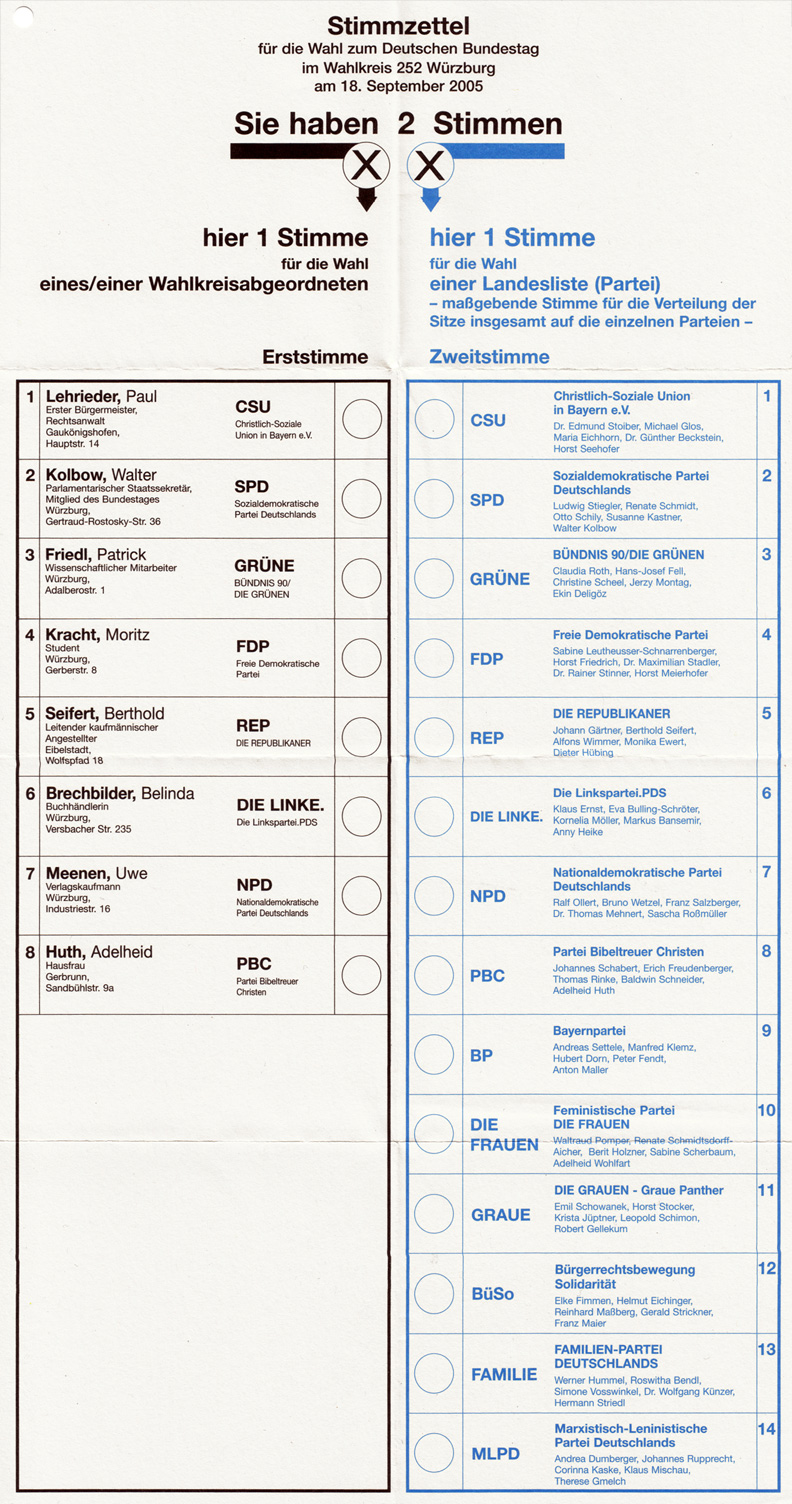
Scheda per il distretto elettorale 252, Würzburg. Il voto per la circoscrizione è a sinistra, quello per il partito a destra.

La Germania andò alle urne il 18 settembre 2005. I votanti di una circoscrizione di Dresda dovettero aspettare per votare fino al 2 ottobre, per permettere la ristampa delle schede elettorali a seguito della morte del candidato del Partito Nazionaldemocratico, avvenuta l'8 settembre.
Poco dopo che il voto ebbe termine, fu chiaro che la CDU/CSU (l'Unione) aveva sorpassato di poco il SPD, ma nessuna delle due coalizioni (SPD-Verdi e CDU-CSU-FDP) poteva ottenere un Kanzlermehrheit - il sostegno della maggioranza dei membri del Bundestag, necessario per eleggere un cancelliere. Gli exit poll delle reti televisive ARD e ZDF rivelarono che le percentuali si attestavano per CDU/CSU al 35%, SPD al 34%, FDP al 10%, Partito della Sinistra al 9% e Verdi all'8%; questi exit poll si rivelarono poi sufficientemente accurati, come apparve nei risultati preliminari rilasciati il 19 settembre e nei risultati finali del 7 ottobre.
La coalizione SPD-Verdi passò da 306 seggi (in un parlamento da 603) a 273 (in un parlamento da 614 seggi), mentre la coalizione CDU/CSU/FDP passò da 295 a 286 seggi. Entrambe le coalizioni si fermarono a poca distanza dal 308 seggi necessari per la maggioranza del Bundestag. Il Partito della Sinistra e il FDP sorpassarono i Verdi, che erano stati il terzo partito più popolare della Germania sin dal 1994. Il FDP, con quasi il 10% dei voti, raggiunse il suo miglior risultato dal 1990, riconquistando lo status di terzo partito della Germania, che aveva mantenuto durante tutta la Germania Ovest e nelle prime elezioni post-riunificazione. Alcuni analisti credevano che la risalita del FDP fosse il risultato del voto tattico dei sostenitori di CDU e CSU, che speravano di impedire la formazione di una grande coalizione. Tra i partiti che non riuscirono a raggiungere la soglia del 5% necessaria per accedere al Parlamento, ci fu il Partito Nazionaldemocratico di Germania, che ebbe l'1,6% dei voti alla lista e l'1,8% dei voti di circoscrizione.

## Conseguenze
Sia Angela Merkel (CDU) che Gerhard Schröder (SPD) proclamarono la vittoria; fu subito chiaro però che nessuna delle due coalizioni poteva formare una maggioranza di governo all'interno delle esistenti coalizioni. Principalmente a causa della forte ostilità tra Schröder e Oskar Lafontaine, ex presidente della SPD diventato leader del Partito della Sinistra, la coalizione SPD-Verdi e Sinistra non era possibile; tuttavia, sia CDU che SPD affermarono che avrebbero negoziato con tutti i partiti che avevano ottenuto seggi eccetto che con il Partito della Sinistra, mentre i leader di quest'ultimo rifiutarono ogni possibilità di partecipare in coalizione con uno dei due partiti maggiori. L'esclusione del PDS ridusse le coalizioni possibili alle seguenti soluzioni:
- SPD, FDP e Verdi (detta "coalizione semaforo" in ragione dei colori dei rispettivi partiti: rosso, giallo e verde). Il SPD governava in coalizione coi Verdi dal 1998 ed aveva governato in coalizione con il FDP dal 1969 al 1982; questa soluzione non è mai avuta a livello nazionale, ma solo locale.
- CDU/CSU, FDP e Verdi (detta Jamaika-Koalition per i colori dei partiti, nero, giallo e verde, che compaiono nella bandiera della Giamaica). CDU e CSU avevano governato con il FDP dal 1949 al 1966 e dal 1982 al 1998; nessun partito aveva mai operato però coi Verdi nel governo nazionale.
- CDU/CSU e SPD (grande coalizione). CDU/CSU e SPD avevano governato in coalizione dal 1966 al 1969.

Le differenze tra i partiti politici e la forte ostilità personale tra molti dei leader (in particolare tra Schröder e la Merkel, ma anche tra Schröder e Lafontaine) resero i negoziati problematici. Dopo le elezioni, i capi del FDP affermarono che sarebbero rimasti all'opposizione piuttosto che formare un governo in coalizione con SPD e Verdi, e allo stesso modo Joschka Fischer escluse la possibilità di una Jamaika-Koalition, dicendo: Riuscite a immaginare Angela Merkel ed Edmund Stoiber che siedono allo stesso tavolo? Questo è semmai il nostro stile. È impossibile. Ogni forma di compromesso sembrava richiedere il cambio della leadership di uno dei maggiori partiti.
Nonostante molti membri importanti avessero pubblicamente criticato la Merkel per il suo basso risultato, la CDU/CSU la confermò come leader il 20 settembre. Il 22 settembre fu affermato che il sistema politico doveva considerare CDU e CSU come entità politiche separate, anziché come singola fazione parlamentare. In tale scenario, il SPD sarebbe stato il maggiore partito del Bundestag e, pertanto, si sosteneva che un membro di tale partito avrebbe dovuto divenire il cancelliere di ogni grande coalizione. Un legislatore del SPD indicò che aveva in mente di introdurre una mozione al Bundestag esplicitamente per far riconoscere CDU e CSU come partiti separati. I Verdi rifiutarono la coalizione con CDU/CSU dopo le trattative. CDU e CSU spinsero per ottenere la cancelleria dopo la vittoria riportata a Dresda; il SPD mantenne le proprie pretese, ma Schröder affermò che si sarebbe dimesso in caso il partito lo avesse deliberato.
Infine, il 10 ottobre, i dirigenti della CDU/CSU e del SPD annunciarono che i negoziati per formare una grande coalizione avevano avuto successo. Angela Merkel sarebbe divenuta Cancelliere e i sedici ministeri del governo (inclusa la Cancelleria) sarebbero stati assegnati in modo equo ad ognuna delle parti: sia CDU/CSU che SPD ottennero otto ministeri. Il SPD avrebbe controllato gli importanti ruoli del Ministro delle Finanze e del Ministro degli Affari Esteri, mentre la CDU/CSU avrebbe ottenuto sei ministeri, oltre la Cancelleria e il Direttorato della Cancelleria Federale, che avrebbe detenuto anche la carica di Ministro per gli Affari Speciali. Gerhard Schröder si ritirò dalla politica.
I negoziati dettagliati sulla formazione del nuovo governo continuarono fino a novembre, con Edmund Stoiber della CSU che si ritirò dal ministero propostogli per continuare a ricoprire la carica di Ministerpräsident della Baviera. Tutti e tre i partiti tennero delle conferenze il 15 novembre (la CDU a Berlino, la CSU a Monaco di Baviera e il SPD a Karlsruhe), e votarono per approvare l'accordo. La maggioranza dei delegati CDU/CSU e SPD nel neoeletto Bundestag elesse la Merkel alla carica di Cancelliere il 22 novembre 397 membri del Bundestag votarono per Angela Merkel mentre 51 membri appartenenti a SPD, CDU o CSU non sostennero l'idea della coalizione.
Le affermazioni dei politici hanno indicato che la grande coalizione avrebbe perseguito un misto di politiche, alcune delle quali differiscono dalla politica della Merkel. L'intento della coalizione era quello di tagliare la spesa pubblica aumentando l'IVA (dal 16 al 19%), i contributi alla sanità pubblica e la tassa sui guadagni. La protezione lavorativa non ha più coperto i lavoratori durante i primi due anni di lavoro, le pensioni sono state congelate e i sussidi per l'acquisto della prima casa sono diminuiti. In politica estera, la Germania ha mantenuto i forti legami con la Francia e con gli stati dell'Europa orientale, in particolare la Russia, e ha sostenuto la candidatura della Turchia per l'accesso all'Unione europea.
La Merkel ha affermato che lo scopo principale del suo governo è quello di ridurre la disoccupazione, e che questo è l'argomento sul quale il suo governo verrà giudicato.